# Veuillez rendre l’âme (à qui elle appartient)
Veuillez rendre l’âme (à qui elle appartient) – druga płyta francuskiego zespołu Noir Désir z 1989 roku. Płyta rozeszła się w nakładzie 330 000 egzemplarzy. Singel Aux sombres heros de l'amer znalazł się na liście Top 50 we Francji.
Po wydaniu albumu zespół wyruszył w swoją pierwszą, dużą trasę koncertową po Czechosłowacji, ZSRR i Kanadzie

## Lista utworów
1. À l'arrière des taxis – 3:10
2. Aux sombres héros de l'amer – 2:58
3. Le fleuve – 3:48
4. What I Need – 3:23
5. Apprends à dormir – 3:01
6. Sweet Mary – 2:01
7. La chaleur – 3:39
8. Les écorchés – 4:09
9. Joey I – 3:00
10. Joey II – 2:25
11. The Wound – 4:36